# Giovanna d'Aragona
Giovanna d'Aragona (1502 Neapol – 11. září 1575 Řím) byla patronkou umění, tiskařů a náboženských reforem v Neapoli během renesance.

## Rodina
Byla nejstarší dcerou vévody Ferdinanda z Maltena a Castellany de Cardona. Její otec byl mladší nemanželský syn Ferdinanda I. Neapolského a Diany Guardato. Giovanna byla ve své době oslavována jako kráska. Byla popisována jako „krásná, ale chladná“. V roce 1518, v roce jejího zasnoubení s Ascaniem Colonnou, konstáblem neapolským, nechal kardinál Bibbiena, vyslanec papeže na francouzském dvoře, zhotovit její portrét v dílně svého přítele Raffaela jako dar pro krále.

## Život
Její rodiče uprchli na ostrov Ischia poté, co francouzská vojska obsadila Neapol. Žila zde také Constanza d'Avalos, která kolem sebe shromáždila kruh literátů. Mezi těmito osobnostmi byla i její švagrová, básnířka Vittoria Colonna, manželka Constanzina synovce, Fernanda d'Ávalos.
V roce 1521 se Giovanna provdala za Vittoriina bratra Ascania. Po sňatku se stali vévodou a vévodkyní z Tagliacozza. Manželství však bylo nešťastné a po narození šesti dětí požádala Giovanna císaře Karla V. o prostředky na samostatné bydlení. Ten jí přidělil roční rentu 3 000 scudi. Ascanio odešel do Lombardie, zatímco Giovanna, předstírajíc cestu do termálních lázní v Pozzuoli, uprchla s celým Ascaniovým majetkem a dětmi na Ischii. Císař ji poté poslal na hrad Castel dell'Ovo.
Vzhledem k postavení zúčastněných stran vyvolala tato záležitost kontroverze mezi italsko-španělskou šlechtou a na papežském dvoře. Ignác z Loyoly vyslal Nicolase Bobadillu, aby ji přesvědčil k návratu k manželovi. Když neuspěl, navštívil ji osobně v Alvitě, ale rovněž bez úspěchu. V tom ji podporoval její syn Marcantonio. Přesto darovala jezuitům pozemek na pahorku Kvirinál, aby zde mohli postavit svůj první seminář; dnes je zde kostel Sant'Andrea al Quirinale.
Navzdory těmto událostem zůstala Giovanna blízká Vittorii a spolu se svou sestrou Marií a Constanzou d'Avalos podporovaly náboženského spisovatele Juana de Valdése. V roce 1541, když papež Pavel III. zvýšil cenu soli, pokusila se intervenovat za svého manžela, který odmítl platit „solnou daň“. Také shromáždila zbraně a muže a prodávala šperky na obranu Paliana. Navzdory její mediaci papežské síly zaútočily na Ascaniova území a on byl zajat vyslancem Karla V.
Papež Pavel IV., podobně jako jeho předchůdce Pavel III., byl nepřítelem rodiny Colonnů. V roce 1556 držel Giovannu v domácím vězení v Římě a zakázal jí sjednávat sňatky pro její dcery, pravděpodobně s úmyslem provdat je za své synovce. Jeho zacházení s Giovannou bylo v Benátkách kritizováno, neboť byla dlouho patronkou umělců a spisovatelů. Uprchla v převleku za služku a s dětmi a služebnictvem se vydala do Tagliacozza. V roce 1560, po smrti Pavla IV., se vrátila do Říma a stala se významnou postavou italského politického a náboženského života.
Básník Girolamo Ruscelli jí vzdal hold v antologii obsahující díla mnoha současných italských básníků.
Giovanna d'Aragona zemřela v Římě 11. září 1575.

## Vývod z předků
|                    |                                         |  |                             |                                      |  |  |  |  |  |  |  | Ferdinand I. Aragonský |
|                    |                                         |  |                             |                                      |  |  |  |  |  |  |  |                        |
|                    | Alfons V. Aragonský                     |  |                             |                                      |  |  |  |  |  |  |  |                        |
|                    |                                         |  |                             |                                      |  |  |  |  |  |  |  |                        |
|                    |                                         |  |                             | Eleonora z Alburquerque              |  |  |  |  |  |  |  |                        |
|                    |                                         |  |                             |                                      |  |  |  |  |  |  |  |                        |
|                    | Ferdinand I. Neapolský                  |  |                             |                                      |  |  |  |  |  |  |  |                        |
|                    |                                         |  |                             |                                      |  |  |  |  |  |  |  |                        |
|                    |                                         |  |                             | Henrique Carlino                     |  |  |  |  |  |  |  |                        |
|                    |                                         |  |                             |                                      |  |  |  |  |  |  |  |                        |
|                    | Giraldona Carlino                       |  |                             |                                      |  |  |  |  |  |  |  |                        |
|                    |                                         |  |                             |                                      |  |  |  |  |  |  |  |                        |
|                    |                                         |  |                             | Isabela                              |  |  |  |  |  |  |  |                        |
|                    |                                         |  |                             |                                      |  |  |  |  |  |  |  |                        |
|                    | Ferdinand Aragonský z Montalta          |  |                             |                                      |  |  |  |  |  |  |  |                        |
|                    |                                         |  |                             |                                      |  |  |  |  |  |  |  |                        |
|                    |                                         |  |                             |                                      |  |  |  |  |  |  |  |                        |
|                    |                                         |  |                             |                                      |  |  |  |  |  |  |  |                        |
|                    |                                         |  |                             |                                      |  |  |  |  |  |  |  |                        |
|                    |                                         |  |                             |                                      |  |  |  |  |  |  |  |                        |
|                    |                                         |  |                             |                                      |  |  |  |  |  |  |  |                        |
|                    |                                         |  |                             |                                      |  |  |  |  |  |  |  |                        |
|                    | Diana Guardato                          |  |                             |                                      |  |  |  |  |  |  |  |                        |
|                    |                                         |  |                             |                                      |  |  |  |  |  |  |  |                        |
|                    |                                         |  |                             |                                      |  |  |  |  |  |  |  |                        |
|                    |                                         |  |                             |                                      |  |  |  |  |  |  |  |                        |
|                    |                                         |  |                             |                                      |  |  |  |  |  |  |  |                        |
|                    |                                         |  |                             |                                      |  |  |  |  |  |  |  |                        |
|                    |                                         |  |                             |                                      |  |  |  |  |  |  |  |                        |
|                    |                                         |  |                             |                                      |  |  |  |  |  |  |  |                        |
| Giovanna d'Aragona |                                         |  |                             |                                      |  |  |  |  |  |  |  |                        |
|                    |                                         |  |                             |                                      |  |  |  |  |  |  |  |                        |
|                    |                                         |  | Ramon de Cardona i de Pinós |                                      |  |  |  |  |  |  |  |                        |
|                    |                                         |  |                             |                                      |  |  |  |  |  |  |  |                        |
|                    | Antoni de Cardona-Anglesola i Centelles |  |                             |                                      |  |  |  |  |  |  |  |                        |
|                    |                                         |  |                             |                                      |  |  |  |  |  |  |  |                        |
|                    |                                         |  |                             | Caterina de Centellas                |  |  |  |  |  |  |  |                        |
|                    |                                         |  |                             |                                      |  |  |  |  |  |  |  |                        |
|                    | Ramón de Cardona                        |  |                             |                                      |  |  |  |  |  |  |  |                        |
|                    |                                         |  |                             |                                      |  |  |  |  |  |  |  |                        |
|                    |                                         |  |                             | Galceran de Requesens i Santa Coloma |  |  |  |  |  |  |  |                        |
|                    |                                         |  |                             |                                      |  |  |  |  |  |  |  |                        |
|                    | Castellana de Requesens                 |  |                             |                                      |  |  |  |  |  |  |  |                        |
|                    |                                         |  |                             |                                      |  |  |  |  |  |  |  |                        |
|                    |                                         |  |                             | Isabel Johan de Soler                |  |  |  |  |  |  |  |                        |
|                    |                                         |  |                             |                                      |  |  |  |  |  |  |  |                        |
|                    | Catalina Folch de Cardona               |  |                             |                                      |  |  |  |  |  |  |  |                        |
|                    |                                         |  |                             |                                      |  |  |  |  |  |  |  |                        |
|                    |                                         |  |                             | Galceran de Requesens i Santa Coloma |  |  |  |  |  |  |  |                        |
|                    |                                         |  |                             |                                      |  |  |  |  |  |  |  |                        |
|                    | Galceran de Requesens i Joan de Soler   |  |                             |                                      |  |  |  |  |  |  |  |                        |
|                    |                                         |  |                             |                                      |  |  |  |  |  |  |  |                        |
|                    |                                         |  |                             | Isabel Johan de Soler                |  |  |  |  |  |  |  |                        |
|                    |                                         |  |                             |                                      |  |  |  |  |  |  |  |                        |
|                    | Isabel de Requesens i Enríquez          |  |                             |                                      |  |  |  |  |  |  |  |                        |
|                    |                                         |  |                             |                                      |  |  |  |  |  |  |  |                        |
|                    |                                         |  |                             | Alonso Enríquez de Guzmán            |  |  |  |  |  |  |  |                        |
|                    |                                         |  |                             |                                      |  |  |  |  |  |  |  |                        |
|                    | Beatriz Enriquez                        |  |                             |                                      |  |  |  |  |  |  |  |                        |
|                    |                                         |  |                             |                                      |  |  |  |  |  |  |  |                        |
|                    |                                         |  |                             | Juana Pérez de Velasco y Manrique    |  |  |  |  |  |  |  |                        |
|                    |                                         |  |                             |                                      |  |  |  |  |  |  |  |                        |